# Sachuli
Sachuli (ros. Сахули) – wieś w Rosji, w Buriacji, w rejonie kurumkańskim. W 2010 liczyła 427 mieszkańców.